# Jerome Cowan
Jerome Palmer Cowan (New York, 6 ottobre 1897 – Encino, 24 gennaio 1972) è stato un attore statunitense.

## Filmografia parziale

### Cinema
- Il nemico amato (Beloved Enemy), regia di H.C. Potter (1936)
- Sono innocente (You Only Live Once), regia di Fritz Lang (1937)
- Voglio danzare con te (Shall We Dance), regia di Mark Sandrich (1937)
- Modella di lusso (Vogues of 1938), regia di Irving Cummings (1937)
- Uragano (The Hurricane), regia di John Ford (1937)
- Follie di Hollywood (The Goldwyn Follies), regia di George Marshall (1938)
- C'è sotto una donna (There's Always a Woman), regia di Alexander Hall (1938)
- Un angolo di cielo (East Side of Heaven), regia di David Butler (1939)
- Il grande amore (The Old Maid), regia di Edmund Goulding (1939)
- Il castello sull'Hudson (Castle on the Hudson), regia di Anatole Litvak (1940)
- Zona torrida (Torrid Zone), regia di William Keighley (1940)
- La città del peccato (City for Conquest), regia di Anatole Litvak (1940)
- The Quarterback, regia di H. Bruce Humberstone (1940)
- Vittoria (Victory), regia di John Cromwell (1940)
- Una pallottola per Roy (High Sierra), regia di Raoul Walsh (1941)
- La grande menzogna (The Great Lie), regia di Edmund Goulding (1941)
- Con mia moglie è un'altra cosa (Affectionately Yours), regia di Lloyd Bacon (1941)
- La femmina di Singapore (Singapore Woman), regia di Jean Negulesco (1941)
- Fuori dalla nebbia (Out of the Fog), regia di Anatole Litvak (1941)
- Kiss the Boys Goodbye, regia di Victor Schertzinger (1941)
- Un piede in paradiso (One Foot in Heaven), regia di Irving Rapper (1941)
- Il mistero del falco (The Maltese Falcon), regia di John Huston (1941)
- Ondata d'amore (Moontide), regia di Archie Mayo (1942)
- Gianni e Pinotto detectives (Who Done It?), regia di Erle C. Kenton (1942)
- Silver Spurs, regia di Joseph Kane (1943)
- Bernadette (The Song of Bernadette), regia di Henry King (1943)
- La signora Skeffington (Mr. Skeffington), regia di Vincent Sherman (1944)
- Veleno in paradiso (Guest in the House), regia di John Brahm (1944)
- Nozze agitate (Getting Gertie's Garter), regia di Allan Dwan (1945)
- Il treno dei pazzi (One Way to Love), regia di Ray Enright (1946)
- Quella di cui si mormora (My Reputation), regia di Curtis Bernhardt (1946)
- La vita è nostra (Claudia and David), regia di Walter Lang (1946)
- In nome dell'amore (Deadline at Dawn), regia di Harold Clurman (1946)
- Preferisco la vacca (The Kid from Brooklyn), regia di Norman Z. McLeod (1946)
- La morte ride (Murder in the Music Hall), regia di John English (1946)
- Notte di paradiso (Night in Paradise), regia di Arthur Lubin (1946)
- L'amore può aspettare (Mr. Ace), regia di Edwin L. Marin (1946)
- Un matrimonio ideale (The Perfect Marriage), regia di Lewis Allen (1947)
- Il miracolo della 34ª strada (Miracle on 34th Street), regia di George Seaton (1947)
- Le donne erano sole (The Unfaithful), regia di Vincent Sherman (1947)
- Riff-Raff - L'avventuriero di Panama (Riff-Raff), regia di Ted Tetzlaff (1947)
- Il grido del lupo (Cry Wolf), regia di Peter Godfrey (1947)
- Fiore selvaggio (Driftwood), regia di Allan Dwan (1947)
- Dangerous Years, regia di Arthur Pierson (1947)
- Così questa è New York (So This Is New York), regia di Richard Fleischer (1948)
- La notte ha mille occhi (Night Has a Thousand Eyes), regia di John Farrow (1948)
- Vorrei sposare (June Bride), regia di Bretaigne Windust (1948)
- La fonte meravigliosa (The Fountainhead), regia di King Vidor (1949)
- La foglia di Eva (The Girl from Jones Beach), regia di Peter Godfrey (1949)
- La mano deforme (Scene of the Crime), regia di Roy Rowland (1949)
- Chimere (Young Man with a Horn), regia di Michael Curtiz (1950)
- Peggy la studentessa (Peggy), regia di Frederick de Cordova (1950)
- Accidenti che ragazza! (The Fuller Brush Girl), regia di Lloyd Bacon (1950)
- The West Point Story, regia di Roy Del Ruth (1950)
- Il colonnello Hollister (Dallas), regia di Stuart Heisler (1950)
- Storia di un detective (The Fat Man), regia di William Castle (1951)
- Avvocati criminali (Criminal Lawyer), regia di Seymour Friedman (1951)
- I pirati della metropoli (The System), regia di Lewis Seiler (1953)
- Un marziano sulla Terra (Visit to a Small Planet), regia di Norman Taurog (1960)
- Una notte movimentata (All in a Night's Work), regia di Joseph Anthony (1961)
- Angeli con la pistola (Pocketful of Miracles), regia di Frank Capra (1961)
- Mia moglie ci prova (Critic's Choice), regia di Don Weis (1963)
- Sinfonia di morte (Black Zoo), regia di Robert Gordon (1963)
- A braccia aperte (John Goldfarb, Please Come Home!), regia di J. Lee Thompson (1965)
- Penelope, la magnifica ladra (Penelope), regia di Arthur Hiller (1966)

### Televisione
- Lux Video Theatre – serie TV, 4 episodi (1951-1956)
- Armstrong Circle Theatre – serie TV, 3 episodi (1951-1957)
- Studio One – serie TV, 3 episodi (1951-1957)
- General Electric Theater – serie TV, episodi 1x01-9x15 (1953-1961)
- Screen Directors Playhouse – serie TV, episodio 1x17 (1956)
- The Alcoa Hour – serie TV, episodio 1x22 (1956)
- Telephone Time – serie TV, episodio 3x15 (1957)
- Gli uomini della prateria (Rawhide) – serie TV, episodio 2x05 (1959)
- The Alaskans – serie TV, episodio 1x08 (1959)
- L'uomo ombra (The Thin Man) – serie TV, episodio 2x34 (1959)
- Bat Masterson – serie TV, 3 episodi (1959-1960)
- Indirizzo permanente (77 Sunset Strip) – serie TV, 3 episodi (1959-1963)
- Tightrope – serie TV, episodio 1x21 (1960)
- Philip Marlowe – serie TV, episodio 1x17 (1960)
- The Chevy Mystery Show – serie TV, 2 episodi (1960)
- Avventure in paradiso (Adventures in Paradise) – serie TV, episodio 1x24 (1960)
- La valle dell'oro (Klondike) – serie TV, episodio 1x11 (1960)
- The Tab Hunter Show – serie TV, 32 episodi (1960-1961)
- Outlaws – serie TV, episodi 1x02-2x16 (1960-1962)
- The Best of the Post – serie TV, episodio 1x11 (1961)
- Hawaiian Eye – serie TV, episodio 3x10 (1961)
- Pete and Gladys – serie TV, episodio 2x09 (1961)
- The Wide Country – serie TV, episodio 1x05 (1962)
- Ripcord – serie TV, episodio 2x03 (1962)
- Corruptors (Target: The Corruptors) – serie TV, episodio 1x24 (1962)
- Going My Way – serie TV, episodi 1x03-1x19 (1962-1963)
- Bonanza – serie TV, episodio 5x26 (1964)

## Doppiatori italiani
- Stefano Sibaldi in La signora Skeffington, Un matrimonio ideale, Fiore selvaggio, La notte ha mille occhi, Peggy la studentessa
- Mario Pisu in Sono innocente, La fonte meravigliosa
- Augusto Marcacci in Il grande amore, Bernadette
- Bruno Persa in Il castello sull'Hudson, Una notte movimentata
- Sandro Ruffini in Riff-Raff, Accidenti, che ragazza!
- Amilcare Pettinelli in Un marziano sulla Terra
- Gualtiero De Angelis in Voglio danzare con te
- Nino Bonanni in La città del peccato
- Manlio Busoni in Una pallottola per Roy
- Emilio Cigoli in Il miracolo della 34ª strada
- Nino Pavese in Chimere
- Renato Cortesi in Il mistero del falco (ridoppiaggio)